# L'energia a-Tom-ica!
L'energia a-Tom-ica! (Tom-ic Energy) è un film del 1965 diretto da Chuck Jones e Maurice Noble. È l'ottavo dei 34 cortometraggi animati della serie Tom & Jerry prodotti da Jones con il suo studio Sib-Tower 12 Productions. Venne distribuito dalla Metro-Goldwyn-Mayer il 27 gennaio 1965. Il nome è un gioco di parole in riferimento all'energia atomica.

## Trama
Tom insegue Jerry prima in un palazzo e poi per strada, subendo continuamente danni. Più tardi Tom va addosso a un cane, che prende a inseguirlo, ma Jerry ferma il cane, facendolo schiantare addosso a un tombino. Tom riprende così l'inseguimento di Jerry.

## Produzione
La musica di questo cartone animato è basata principalmente sul Moto perpetuo, op. 11 di Niccolò Paganini con altre musiche ed effetti sonori mescolati al tema che affiora in tutto il cartone.